# Ferdinand Nickels
Otto Ferdinand Carl Heinrich Aloysius Caspar Nickels (* 1811; † 1893) war ein fränkischer Jurist und Abgeordneter.

## Werdegang
Ferdinand Nickels war königlicher Landrichter in Lohr a.Main. Von 1855 bis 1861 gehörte er der Kammer der Abgeordneten des Bayerischen Landtags an.

## Ehrungen
- 1869: Ehrenbürger von Lohr a.Main